# Cumul I
Cumul I est une sculpture créée par Louise Bourgeois en 1969.

## Description
Cette œuvre est formée de bulles, monticules, excroissances sphériques ou ovoïdes en marbre blanc (125 x 120 x 41), posées sur un socle en bois en deux parties (127 x 122 x 51).

## Esthétique
Louise Bourgeois développe d'abord ces motifs sphériques ou ovoïdes dans une série de dessins ou aquarelles puis les réalise en trois dimensions. Selon ses termes, le dessin constitue sa mémoire et son imaginaire tandis que la sculpture est son propre corps. Dans Cumul I, un voile souple et fin comme une membrane de peau recouvre les formes oblongues, rondes et blanches. Ce drapé, inspiré du Bernin, donne à l'œuvre une saveur baroque rare dans la sculpture contemporaine.
Entre 1967 et 1972, Louise Bourgeois travaille le marbre en Italie, à Pietrasanta. Elle réalise une série d'œuvres à laquelle elle donne le nom de "Cumul" (Cumul I, Cumul II, Cumul III) en lien avec les nuages ronds qu'on appelle cumulus. Elle dit à propos de ces œuvres :
"Le titre de Cumul vient d'un système de nuages... et pour moi, c'était l'étude du ciel, des nuages qui est une chose très positive, très calmante, et que l'on peut vérifier" ou "Ce sont des nuages, une formation de nuages. Moi, je n'y vois pas de formes sexuelles". Pourtant ces formes peuvent évoquer aussi bien des seins que des phallus, mais en raison de son évidence cette interprétation ne retient pas son attention. Elle refuse le défini ou l'établi et confirme l'idée que l'art n'est pas fait de certitude mais, au contraire, d'interrogations permanentes sur le réel.
La sculpture s'apparente à la taille humaine, refusant autant la monumentalité que les raffinements de la petite dimension. Elle se situe ainsi avec le spectateur dans une relation d'identité et, même si elle n'est pas figurative, elle dégage une atmosphère de figuration qui engage le spectateur à l'interprétation.
Pendant 20 ans, Cumul I a été présenté posé directement sur le sol. En 1989, Louise Bourgeois décide de lui rajouter un socle sous la forme de deux morceaux de bois résineux taillés dans des poutres de récupération. Le même style de socle, qui rappelle Brancusi, sert de base à d'autres sculptures en marbre comme "Noire Veine" ou "Sleep II".

## Expositions
Cumul I est la première œuvre de Louise Bourgeois acquise par le musée national d'Art moderne de Paris, en 1973. Elle fait maintenant partie des collections du Centre Pompidou. 
Cette sculpture a été exposée de nombreuses fois :
- Exposition de sculptures au musée de Chartres,  juillet-octobre 1979
- Première exposition rétrospective Louise Bourgeois, MoMA de New York, 1982-1983
- Louise Bourgeois, rétrospective 1947-1984, Galerie Maeght-Lelong. Paris, 1985 // même galerie à Zurich.
- Louise Bourgeois exposition rétrospective, Francfort-sur-le Main (Allemagne), Frankfurter Kunstverein, décembre- février 1990 // Munich (Allemagne), Lenbachhaus Kunstbau Städtische Galerie, février-mars 1990 // Hammersmith (Royaume-Uni), Riverside Studios, mai-juin 1990 // Lyon (France), Musée d'Art contemporain de Lyon, juin-août 1990 // Barcelone (Espagne), Fundacio Antoni Tapiès, novembre 1990-janvier 1991 // Berne (Suisse), Kunstmuseum Bern, février-avril 1991 // Otterlo (Pays Bas), Stichting Kröller-Müller Museum, mai-juillet 1991
- L'âme au corps: arts et sciences 1793-1993, Galeries nationales du Grand Palais. Paris, octobre 1993-février 1994
- Louise Bourgeois. Sculptures, environnements, dessins. 1938-1995, musée d'Art moderne de la ville de Paris, juin-octobre 1995
- Féminin - Masculin, le sexe de l'art, Paris, Centre Pompidou, 1996
- Louise Bourgeois, Madrid (Espagne), Museo Nacional Centro de Arte Reina Sofia, novembre-février 2000
- Présentation des collections permanentes, Paris, musée national d'Art moderne, centre Pompidou, mars 2001-mars 2002
- Louise Bourgeois. Works in marble, Zurich, Galerie Hauser&Wirth, mai-juillet 2002
- Happiness: a survival Guide for ART + life, Tokyo (Japon) Mori Art Museum / Mori Art Center, octobre 2003-janvier 2004
- Énigme de la modernité, la collection du musée national d'Art moderne du centre Pompidou, Zagreb (Croatie), Galerja Klovicevi Dvori, décembre 2004-février 2005 // Budapest (Hongrie), Ludwig Müzeum, mars-mai 2005
- Big Bang, Paris. Centre Pompidou, mai 2005-février 2006
- Louise Bourgeois, Londres (Royaume-Uni) Tate Modern, octobre 2007-janvier 2008 // Centre Pompidou. Paris, février 2008-juin 2008 // New York (USA)  musée Solomon R. Guggenheim, juin-septembre 2008 // Los Angeles (USA) Museum of Contempory Art, octobre 2008- janvier 2009 // Washington (USA), Hirshhorn Museum ans garden Smithsonian Institution, février-juin 2009
- Elles@centrepompidou, Paris, Centre Pompidou, mai 2009-février 2011